# Хоабинь
Хоабинь (вьет. Hòa Bình — мир) — город провинциального подчинения в северной части Вьетнама. Административный центр провинции Хоабинь.
В непосредственной близости от города находится Хоабиньская ГЭС, построенная в 1979—1994 годах специалистами из СССР по проекту института «Гидропроект» (была крупнейшей в Юго-Восточной Азии до 2010 года, когда была пущена в эксплуатацию ГЭС Шонла — в 215 км выше по течению реки Да).

## История
Во время Первой Индокитайской войны, в 1951—1952 годы в районе города имело место крупное сражение.

## География
Абсолютная высота — 22 метра над уровнем моря. Расположен в 76 км от столицы страны, города Ханой, на берегах реки Да.

## Население
По данным на 2013 год численность населения составляет 121 309 человек.
Динамика численности населения города по годам:
| 1979   | 1989   | 2000   | 2013    |
| ------ | ------ | ------ | ------- |
| 51 187 | 69 323 | 93 300 | 121 309 |